# Belle infidèle
Une belle infidèle est une traduction qui, pour mieux rendre l'élégance du texte original ou pour lui donner une visée esthétique nouvelle, prend des libertés avec son sens littéral. Procédant d'une forme de réécriture littéraire, elle peut ainsi devenir une œuvre à part entière.

## Histoire
C'est à partir du XVIIe siècle que se développent les belles infidèles, dans le contexte de la traduction des textes classiques vers le français, qui jouit déjà depuis plusieurs siècles d'un rayonnement culturel considérable en Europe. Leur finalité est alors d’ennoblir la langue en égalant l'élégance attribuée aux auteurs grecs ou latins, quitte à détourner les œuvres de leur sens littéral. Certaines scènes grivoises sont également passées sous silence ou atténuées pour correspondre aux exigences du goût classique.
Le chef de file de la traduction libre est Nicolas Perrot d'Ablancourt (1606-1664), avec à sa suite plusieurs continuateurs surnommés « perrotins » par leurs détracteurs. Lui s'estime fidèle dans ses traductions (Cicéron, Tacite, Jules César et Lucien de Samosate notamment), qu'il fait précéder d'une longue introduction destinée à justifier les modifications apportées à l'original, n'hésitant pas à substituer à certains termes antiques les réalités modernes correspondantes : les livres cèdent ainsi la place aux écus, les légats aux généraux.
L'expression de « belle infidèle » est attribuée au grammairien Gilles Ménage, qui aurait tenté de réhabiliter les traductions de Perrot d'Ablancourt en faisant valoir que, si elles sont infidèles, elles n'en conservent pas moins une visée stylistique et esthétique qui rehausse leur intérêt :

« Lors que la version de Lucien de M. d'Ablancourt parut, bien des gens se plaignirent de ce qu'elle n'étoit pas fidèle. Pour moi je l'appelai la belle infidele, qui étoit le nom que j'avois donné étant jeune à une de mes maîtresses. »

## Critiques
La première critique des belles infidèles porte naturellement sur la trahison manifeste qu'elles constituent à l'égard du texte original. Elles s'opposent en ce sens à l'approche littérale, qui vise à donner aux non-locuteurs des langues classiques la possibilité d'atteindre le texte au plus près de sa réalité originelle. Certains lettrés, à l'exemple d'Anne Dacier (1647-1720), proposent ainsi en réaction des traductions plus fidèles au sens premier du texte ancien, tout en continuant à contourner la vulgarité de certains passages. On reproche également aux adeptes de la traduction libre de sacrifier la connotation historique des termes antiques en leur substituant des équivalents modernes.
Le linguiste Paul Horguelin voit en outre dans ce procédé une adaptation ad usum Delphini tentant d'atténuer la crudité du texte :

« Les belles infidèles, pour plaire et se conformer au goût et aux bienséances de l’époque, sont des versions « revues et corrigées » par des traducteurs conscients (trop, sans doute) de la supériorité de leur langue et de leur jugement. »